# رون شو
رون شو (بالإنجليزية: Ron Shaw)‏ (1925 بإنجلترا في المملكة المتحدة - ) هو لاعب كرة قدم بريطاني في مركز الوسط. لعب مع نادي توركي يونايتد.